# Operation Mad Ball
Operation Mad Ball (Brasil: O Baile Maluco ) é uma comédia militar de 1957 da Columbia Pictures, produzida por Jed Harris, dirigida por Richard Quine, estrelada por Jack Lemmon, Ernie Kovacs, Kathryn Grant, Arthur O'Connell e Mickey Rooney. O roteiro é de Blake Edwards, Jed Harris e Arthur Carter, baseado em uma peça não produzida de Carter.

## Enredo
Em uma unidade hospitalar do exército dos EUA na Europa após a Segunda Guerra Mundial, o soldado Hogan (Jack Lemmon) não acredita que uma mulher inteligente e erudita possa ser bonita, mas a primeira vista da enfermeira nutricionista tenente Betty Bixby (Kathryn Grant) o faz questionar-se. Quando ele pega o isqueiro e coloca a arma de lado, ele é surpreendido pelo oficial de segurança Paul Locke (Ernie Kovacs), que o aconselha a largar a arma enquanto estava de guarda e o limita a quartos preliminares de uma corte marcial. O coronel encarregado da unidade (Arthur O'Connell), no entanto, prefere manter tudo "em família" e evitar uma corte marcial. 
Logo, Hogan planeja organizar uma festa (mad ball) em um hotel fora dos limites com todas as enfermeiras mais bonitas e seus colegas soldados. Hogan e Cabo Bohun (Dick York) passa por todos os tipos de contratempos para garantir que o Mad Ball secreto continue. Hogan usa a radiografia de um general e finge que lhe pertence para ganhar a simpatia da tenente Bixby, a quem ele quer levar para a festa. Hogan afirma estar sofrendo de azia e úlcera, e Bixby recomenda mudanças na dieta. Quando Betty descobre que o raio X não pertence a Hogan, ela briga com ele, ficando ambos secretamente tristes por terem se desentendido. 
Na noite do baile, cada soldado foi emparelhado com uma bonita enfermeira, exceto Hogan. Ele espera por Bixby, esperando que ela o tenha perdoado, mas ele acaba indo sozinho ao baile. Quando ele chega, ele vê Betty com o coronel. Ela tira o casaco comprido para revelar um lindo vestido. No final, ela compartilha a última dança com Hogan. 

## Elenco
- Jack Lemmon como soldado Hogan
- Ernie Kovacs como capitão Locke
- Kathryn Grant como tenente Betty Bixby
- Arthur O'Connell como Cel. Rousch
- Mickey Rooney como sargento Yancy Skibo
- Dick York como cabo Bohun
- Jeanne Manet como Madame LaFour
- James Darren como soldado Widowskas
- Roger Smith como cabo Berryman
- Marilyn Hanold como tenente Tweedy
- LQ Jones como Ozark
- William Leslie como soldado Grimes
- David McMahon como sargento Pringle
- William Hickey como soldado particular
- Stacy Graham como tenente Rosedale
- Bebe Allen como tenente Johnson
- Sheridan Comerate como sargento Wilson
- Dick Crockett como sargento McCloskey
- Betsy Jones-Moreland como tenente Bushey

## Prêmios e honras
- Prêmio Laurel de Ouro de 1958 - 2º lugar - Melhor performance de comédia masculina - Jack Lemmon
- 1958 WGA Award (Screen) - Nomeado - Melhor Comédia Americana Escrita - Arthur Carter, Jed Harris, Blake Edwards